# タイタンII GLV
タイタンII GLV(Titan II GLV)またはジェミニ・タイタン(Gemini-Titan)はアメリカ合衆国が開発・運用した使い捨て型ロケット(ELV)。タイタンロケットシリーズの一つである。
アメリカ空軍向けの大陸間弾道ミサイル(ICBM)であるタイタンIIを転用したものであり、アメリカ航空宇宙局の有人宇宙飛行であるジェミニ計画で用いられた。1964年4月のジェミニ1号から1966年11月のジェミニ12号までの12回の打上げに用いられ、全て打上げに成功した。12回のうち、10回は有人飛行である。打上げはフロリダ州・ケープカナベラル空軍基地のLC-19発射台を用いている。
タイタンII GLVは、2段式の液体燃料ロケットであり、これに上段としてジェミニ宇宙船を搭載したものである。初段には2基のLR87ロケットエンジンが、2段目には1基のLR91ロケットエンジンが用いられている。燃料にはエアロジン-50と四酸化二窒素が用いられている。
ICBMからELVへの転用にあたっては、空軍システム軍団の支援の下、いくつかの変更が行われている。異常発見システムが組み込まれて、クルーにロケットの機器異常を通報するようにされたほか、操縦システムにはバックアップが追加されて、冗長性が高められた。第二段部からは不要なバーニアが取り外されている。さらに、誘導については慣性誘導装置を取り外し、軌道の追跡結果を基に外部からの無線誘導が主となるように変更されている。

## 参考
- Krebs, Gunter. “Titan-2-GLV”.   Gunter's Space Page. 2009年4月29日閲覧。
- Wade, Mark. “Titan”.   Encyclopedia Astronautica. 2009年4月29日閲覧。